# Резолюция 196 на Съвета за сигурност на ООН
Резолюция 196 на Съвета за сигурност на ООН е приета единодушно на 30 октомври 1964 г. по повод кандидатурата на Малта за членство в ООН. С Резолюция 196 Съветът за сигурност препоръчва на Общото събрание на ООН Малта да бъде приета за член на Организацията на обединените нации.